# Josip Ćorić
Josip Ćorić (sinh 9 tháng 11 năm 1988)  là một cầu thủ bóng đá Croatia gốc Bosnia thi đấu cho Široki Brijeg mượn từ NK Lokomotiva.
Anh đến FC Spartak Trnava vào mùa hè 2010.
Josip là anh trai của Ante Ćorić.